# Ribbit (film)
Pour les articles homonymes, voir Ribbit.
Pour plus de détails, voir Fiche technique et Distribution.
Ribbit est un long métrage d'animation 3D américano-malaisien réalisé par Chuck Powers, coproduit par Crest Animation Studios (Mumbai, Inde) et KRU Studios (Malaisie).

## Synopsis
Le héros est une grenouille vivant au sein de la forêt tropicale en Amazonie et qui souffre d'une crise d'identité.

## Fiche technique
- Titre : Ribbit
- Réalisation : Chuck Powers
- Société de production : Crest Animation Studios (Mumbai, Inde) et KRU Studios (Malaysie)
- Genre : animation
- Pays :  Malaisie
- Date de sortie : 
  -  Malaisie : 4 septembre 2014

## Distribution
- Sean Astin (VF : Michael Cermeno) : Ribbit
- Tim Curry (VF : Eric Bonicatto) : Terrence
- Russell Peters (VF : Jean-Paul Szybura) : Deepak
- Cherami Leigh (VF : Sylvie Santelli) : Sandy
- Elza Irdalynna (VF : Faye Hadley) : Luciano/Rafa
- Amelia Henderson : Marcella
- Sonny Franks : Kai/Ollie
- Christina Orow : Jojo
- Kennie Dowle : l'araignée/voix additionnelles
- Valentine Cawley : Sorcier
- Martin Dysart : Inego
- Dilly Shakart : épouse d'Inego
- Ali Astin : princesse

Voix additionnelles :
- Casey Powers
- Chuck Powers
- Loh Mun Wai
- Taaz Gill
- Bernie Chauly
- Marcus Friend
- Akhadiat Denny Prazudikusumo
- Ilya Syazran Lukman
- K.C. Teoh
- Azrin Mohammad Noor

## Sources
1. ↑  www.dnaindia.com